# Moreno De Pauw
Moreno De Pauw (ur. 12 sierpnia 1991 w Sint-Niklaas) – belgijski kolarz torowy i szosowy, brązowy medalista torowych mistrzostw świata i Europy.

## Kariera
Pierwszy sukces w karierze osiągnął w 2008 roku, kiedy zdobył srebrny medal w omnium podczas torowych mistrzostw świata juniorów. Na rozgrywanych cztery lata później młodzieżowych mistrzostwach Europy w Anadii zdobył brązowy medal w drużynowym wyścigu na dochodzenie. Pierwszy medal w kategorii elite wywalczył w 2016 roku, zajmując trzecie miejsce w madisonie na mistrzostwach Europy w Yvelines. W tej samej konkurencji, w parze z Kennym De Ketele, zdobył też brązowy medal podczas mistrzostw świata w Hongkongu w 2017 roku.